# Ala ibn Hàssan ibn Alí
Abu-l-Qàssim Ala ibn Hàssan ibn Alí (mort el 997) fou visir dels buwàyhides Xàraf-ad-Dawla i Samsam-ad-Dawla.
A la mort d'Àdud-ad-Dawla (983) els seus tres fills Xàraf-ad-Dawla, Samsam-ad-Dawla i Bahà-ad-Dawla es van acabar enfrontant en una guerra civil successòria. Xàraf-ad-Dawla havia rebut el govern del Kirman del seu pare i a la mort d'aquest es va apoderar de Siraz, mentre Samsam-ad-Dawla era proclamat a Bagdad. Xàraf-ad-Dawla va deposar el visir Harun ibn Nasr, que havia exercit sota el seu pare, i va nomenar al seu lloc a Abu-l-Qàssim Ala, mentre el germà d'aquest, Abu-l-Hàssan, era nomenat nazir (superintendent). Xàraf-ad-Dawla volia dominar Bagdad i encara que el visir li aconsellava restar a Fars, el va acompanyar a Khuzestan; després fou enviat a Bàssora on va empresonar a Abu-Tàhir, fill d'Àdud-ad-Dawla, retornant tot seguit a Ahwaz. Allí Xàraf-ad-Dawla el va enviar a exercir el govern de Shiraz mentre ell es dirigia a Bagdad on va destituir a Samsam-ad-Dawla i el va tancar a un castell prop de Siraf.
En morir sobtadament Xàraf-ad-Dawla a Bagdad, el visir va ordenar deixar cec Samsam-ad-Dawla, però en la confusió aquest va fugir. Llavors fou cridat a Shiraz per Abu-l-Qàssim Ala, que el va asseure al tron. Amb el suport de la mare de Samsam-ad-Dawla, Sàyyida, fou confirmat com a visir. Va fer una política de preservació de la independència de Fars en contra de la branca buwàyhida d'Iraq, mentre el governador de Kirman, Timurtaix donava suport a Bahà-ad-Dawla que ara governava a l'Iraq i reclamava la posició de sultà suprem buwàyhida. Abu-l-Qàssim Ala va fer empresonar Timurtaix, que fou portat a Shiraz, on fou executat. Un complot contra el visir organitzat pel general daylamita Pulad ibn Manadar va fracassar (991/992)
El 992/993 va perdre la confiança de Sàyyida, i va caure en desgràcia a causa d'una sèrie d'intrigues de cortesans i oficials a Shiraz. Va passar un any a la presó sent alliberat el 993/994 i portat a casa de Sàyyida, on fou curat d'una malaltia que patia, i tot seguit reinstal·lat com a visir. Llavors va anar a Ahwaz en companyia de Samsam-ad-Dawla per tal de defensar el Khuzestan que estava sent atacat per Bahà-ad-Dawla. Després va anar a Arradjan i va dirigir l'administració del Fars mentre Samsam-ad-Dawla seguia la lluita contra Bahà-ad-Dawla, que finalment el va derrotar. Samsam-ad-Dawla va retornar a Shiraz i Ala va anar al Khuzestan per intentar la defensa del territori i durant un temps van seguir lluites i negociacions fins que Bahà-ad-Dawla es va retirar cap a Bàssora, sense aconseguir dominar la província.
Va morir el 997 a Askar Mukram. Samsam-ad-Dawla no va trigar a ser mort prop d'Esfahan per un príncep buwàyhida, net de Muïzz-ad-Dawla (998).
El judici del conjunt del seu govern no és molt favorable, ja que se l'acusa d'haver concedit nombrosos feus (iqtà), d'haver fet pagaments innecessaris o exagerats i haver buidat la caixa de l'estat, i de no haver estar encertat en els nomenaments dels alts càrrecs.